# Représentations diplomatiques de l'Uruguay

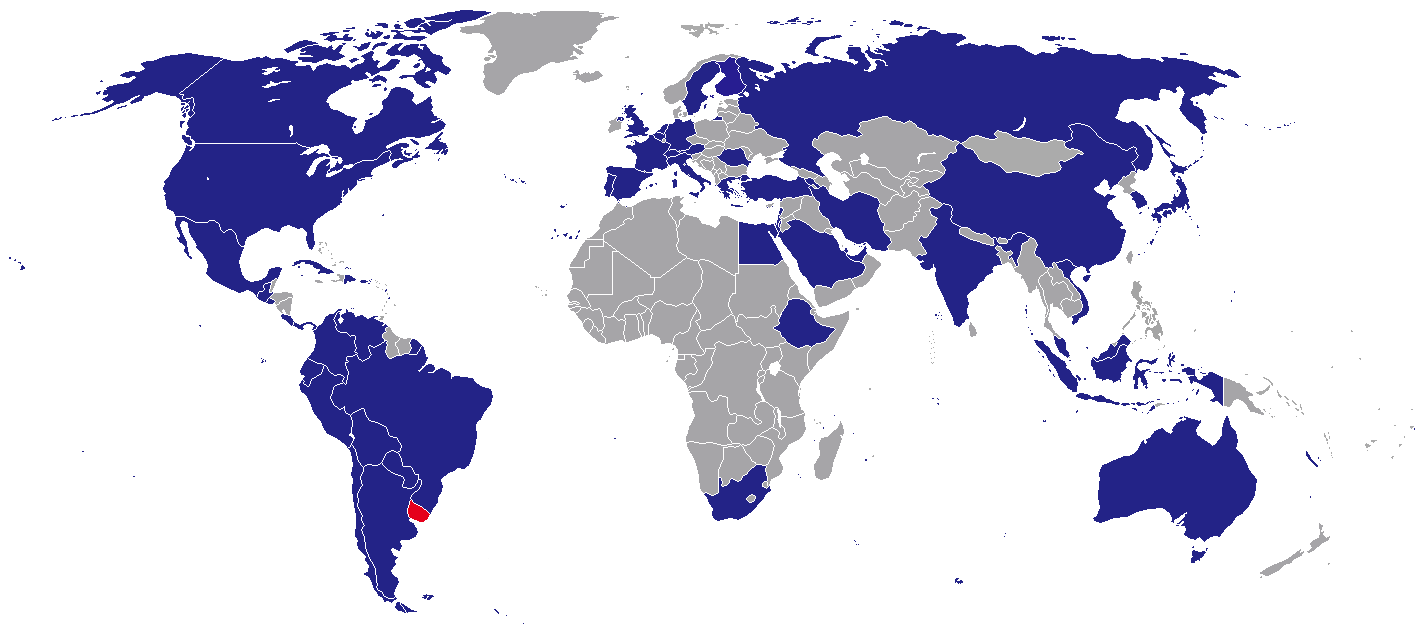
Représentations diplomatiques de l'Uruguay.

Voici les représentations diplomatiques de l'Uruguay à l'étranger :

## Afrique
- Afrique du Sud
  - Pretoria (ambassade)
- Égypte
  - Le Caire (ambassade)
- Éthiopie
  - Addis-Abeba (ambassade)

## Amérique
- Argentine
  - Buenos Aires (ambassade)
  - Concordia (consulat général)
  - Córdoba (consulat général)
  - Rosario (consulat général)
- Bolivie
  - La Paz (ambassade)
  - Santa Cruz de la Sierra (consulat général)
- Brésil
  - Brasília (ambassade)
  - Florianópolis (consulat général)
  - Porto Alegre (consulat général)
  - Rio de Janeiro (consulat général)
  - São Paulo (consulat général)
- Canada
  - Ottawa (ambassade)
  - Montréal (consulat général)
  - Toronto (consulat général)
- Chili
  - Santiago du Chili (ambassade)
- Colombie
  - Bogota (ambassade)
- Costa Rica
  - San José (ambassade)
- Cuba
  - La Havane (ambassade)
- République dominicaine
  - Saint-Domingue (ambassade)
- Équateur
  - Quito (ambassade)
- États-Unis
  - Washington (ambassade)
  - Chicago (consulat général)
  - Miami (consulat général)
  - New York (consulat général)
  - San Francisco (consulat général)
- Guatemala
  - Guatemala ville (ambassade)
- Mexique
  - Mexico (ambassade)
- Panama
  - Panamá (ambassade)
- Paraguay
  - Asuncion (ambassade)
- Pérou
  - Lima (ambassade)
- Salvador
  - San Salvador (ambassade)
- Venezuela
  - Caracas (ambassade)

## Asie
- Arabie saoudite
  - Riyad (ambassade)
- Arménie
  - Erevan (ambassade)
- Chine
  - Pékin (ambassade)
  - Guangzhou (consulat général)
  - Shanghai (consulat général)
- Corée du Sud
  - Séoul (ambassade)
- Émirats arabes unis
  - Abou Dabi (ambassade)
- Inde
  - New Delhi (ambassade)
- Indonésie
  - Jakarta (ambassade)
- Iran
  - Téhéran (ambassade)
- Israël
  - Tel Aviv (ambassade)
- Japon
  - Tokyo (ambassade)
- Liban
  - Beyrouth (ambassade)
- Malaisie
  - Kuala Lumpur (ambassade)
- Palestine
  - Ramallah (ambassade)
- Qatar
  - Doha (ambassade)
- Turquie
  - Ankara (ambassade)
  - Istanbul (consulat général)
- Vietnam
  - Hanoï (ambassade)

## Europe
- Allemagne
  - Berlin (ambassade)
  - Hambourg (consulat général)
- Autriche
  - Vienne (ambassade)
- Belgique
  - Bruxelles (ambassade)
- Espagne
  - Madrid (ambassade)
  - Barcelone (consulat général)
  - Las Palmas de Gran Canaria (consulat général)
  - Saint-Jacques-de-Compostelle (consulat général)
  - Valence (consulat général)
- Finlande
  - Helsinki (ambassade)
- France
  - Paris (ambassade)
- Grèce
  - Athènes (ambassade)
- Italie
  - Rome (ambassade)
  - Milan (consulat général)
- Pays-Bas
  - La Haye (ambassade)
- Portugal
  - Lisbonne (ambassade)
- Roumanie
  - Bucarest (ambassade)
- Royaume-Uni
  - Londres (ambassade)
- Russie
  - Moscou (ambassade)
- Suède
  - Stockholm (ambassade)
- Suisse
  - Berne (ambassade)
- Vatican
  - Rome (ambassade)

## Océanie
- Australie
  - Canberra (ambassade)
  - Sydney (consulat général)

## Organisations internationales
- Bruxelles  (mission permanente auprès de l'Union européenne)
- Genève  (mission permanente auprès de l'Organisation des Nations unies)
- Montevideo (missions permanentes auprès de l'ALADI et du MERCOSUR)
- New York (mission permanente auprès de l'Organisation des Nations unies)
- Paris (mission permanente auprès de l'UNESCO)
- Rome (mission permanente auprès de l'Organisation des Nations unies pour l'alimentation et l'agriculture)
- Washington, D.C. (mission permanente auprès de l'Organisation des États américains)

## Galerie

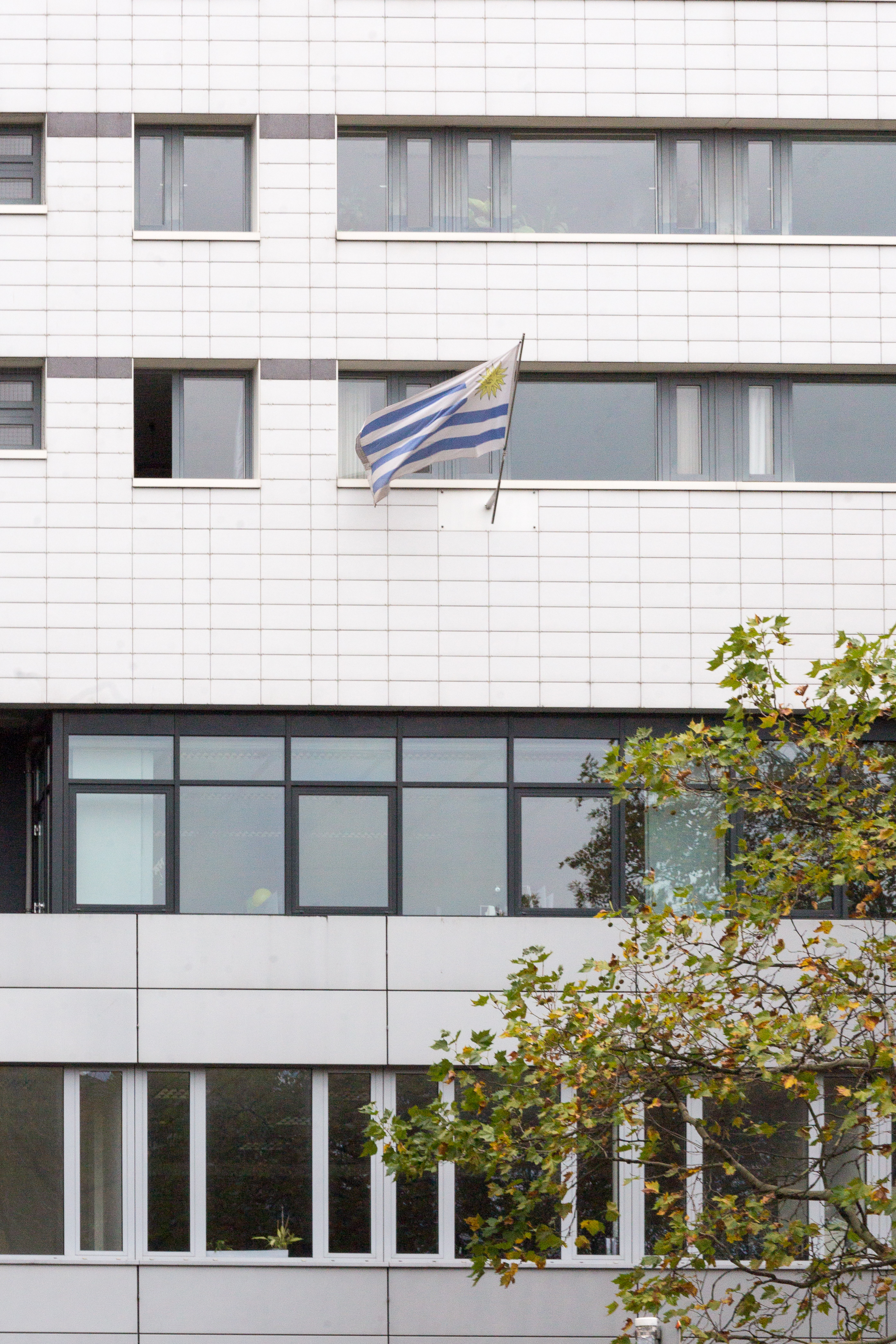
Ambassade à Berlin.
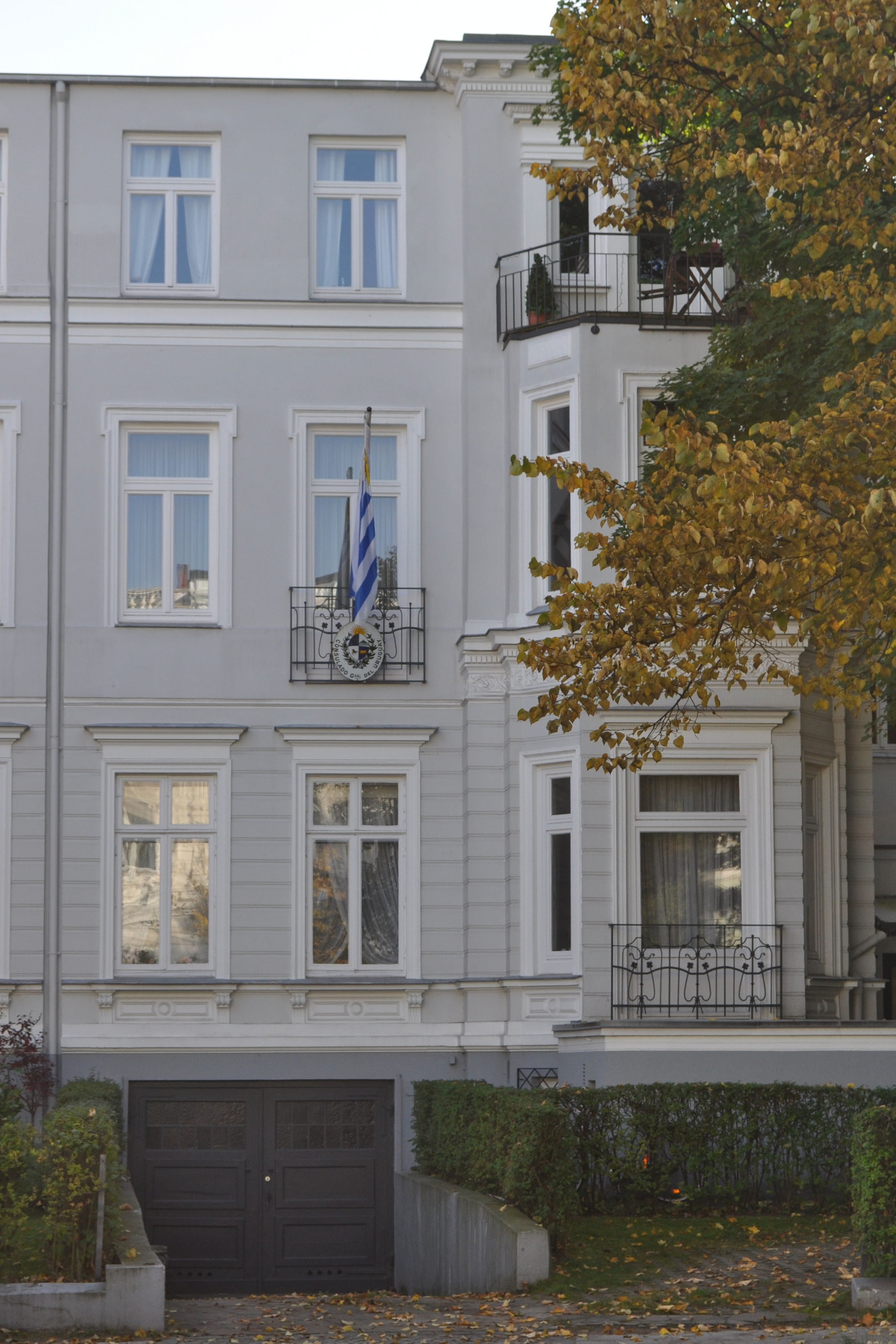
Consulat général à Hambourg.
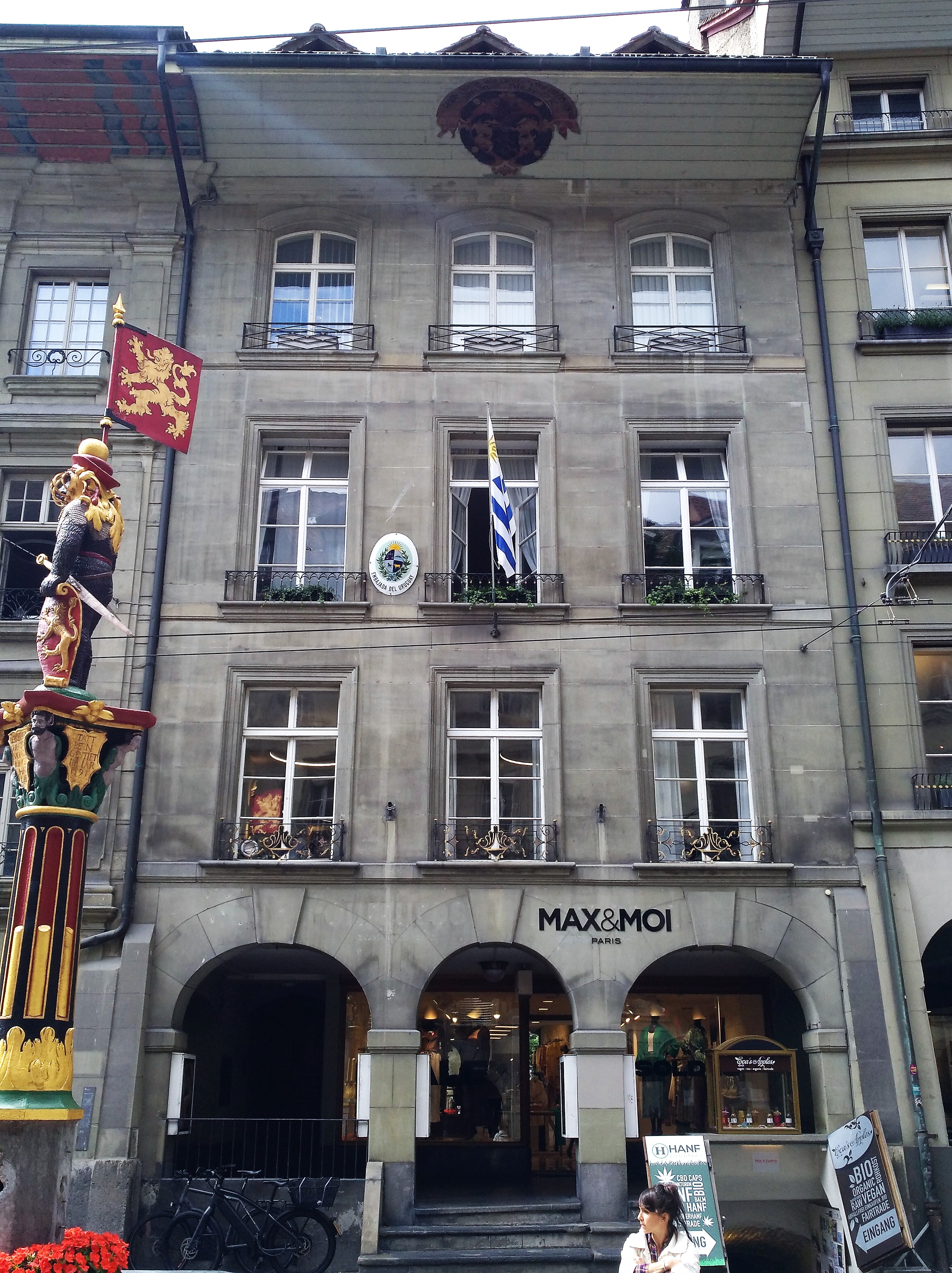
Ambassade à Berne.
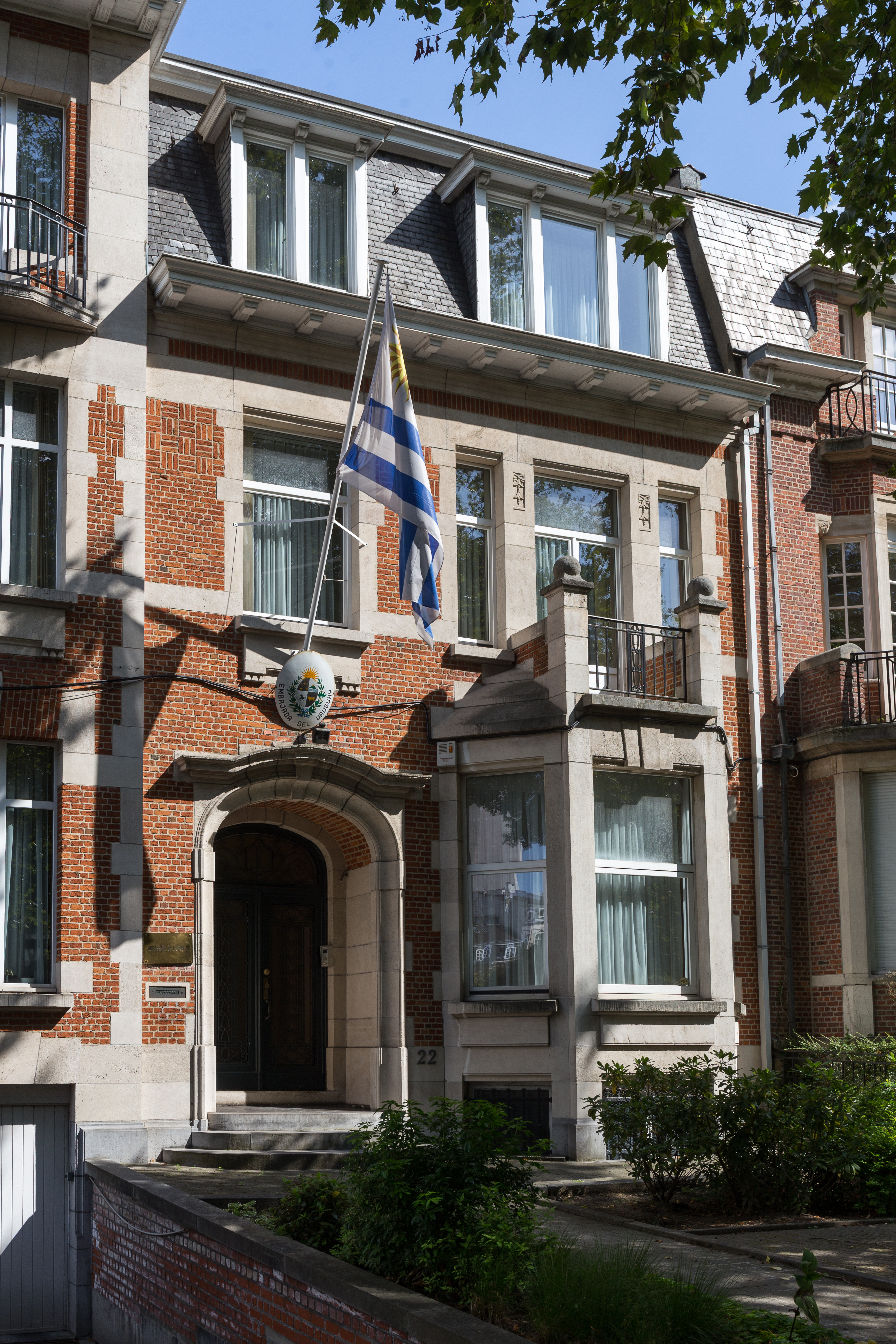
Ambassade à Bruxelles.
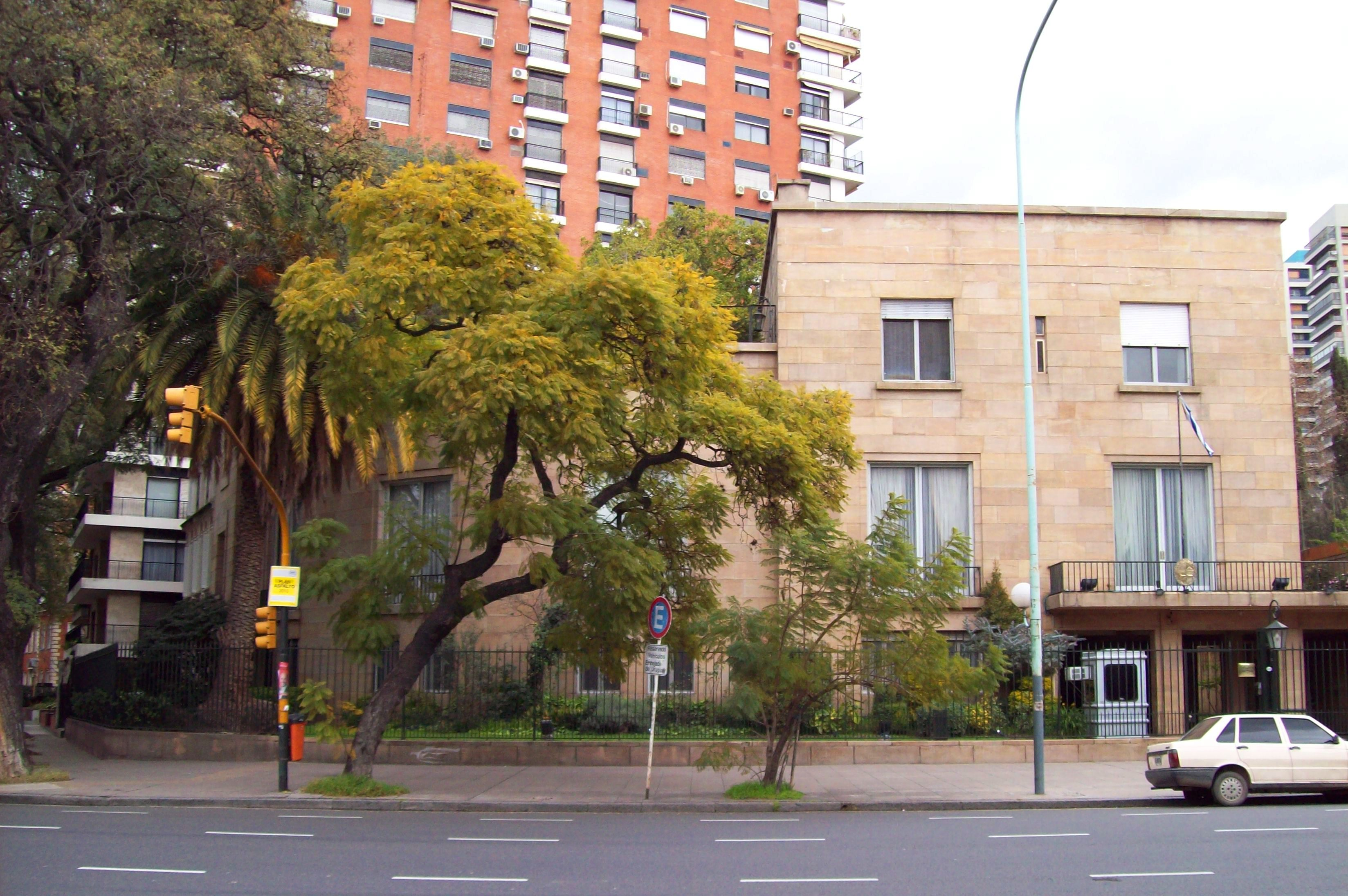
Ambassade à Buenos Aires.
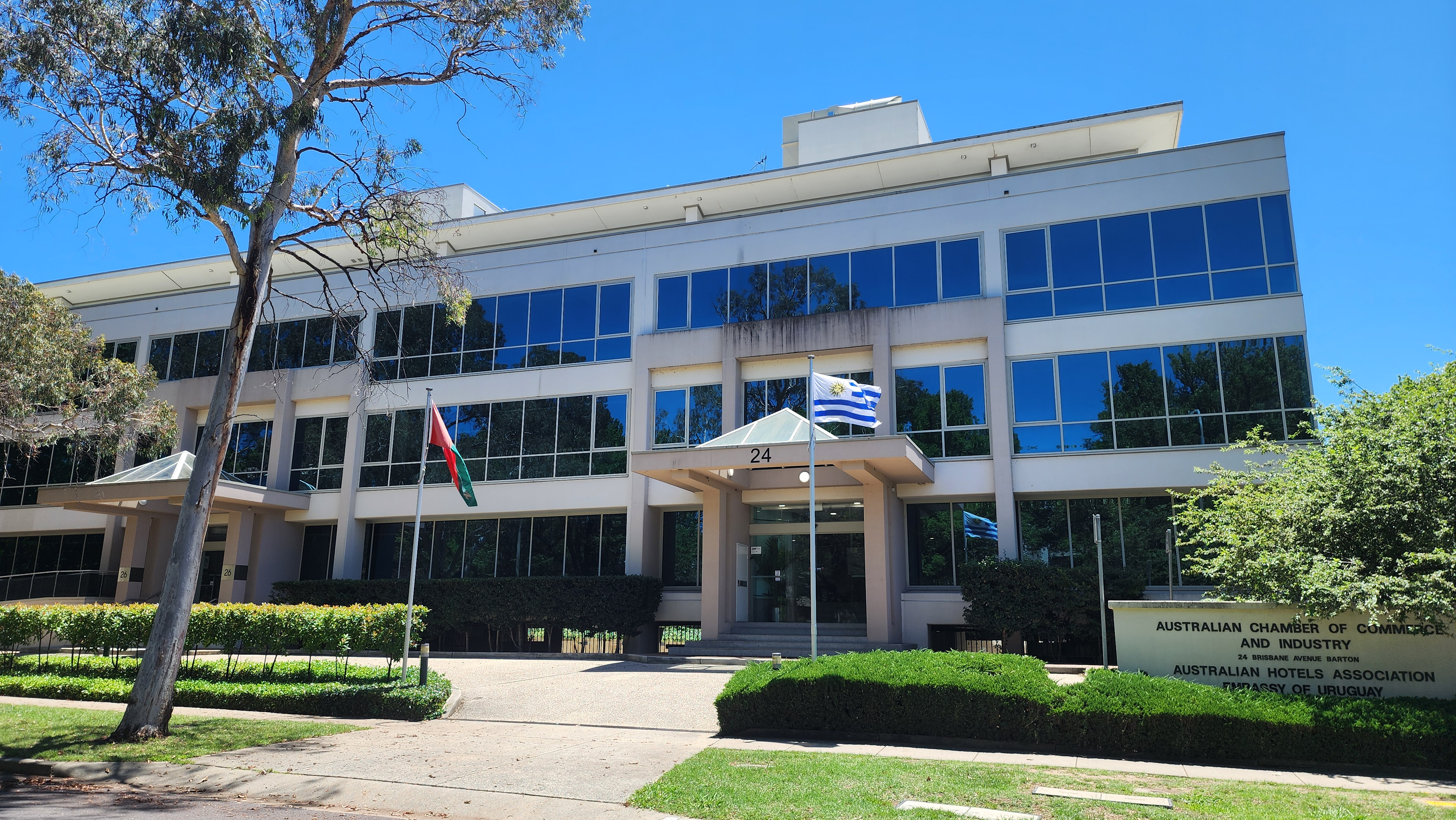
Ambassade à Canberra.
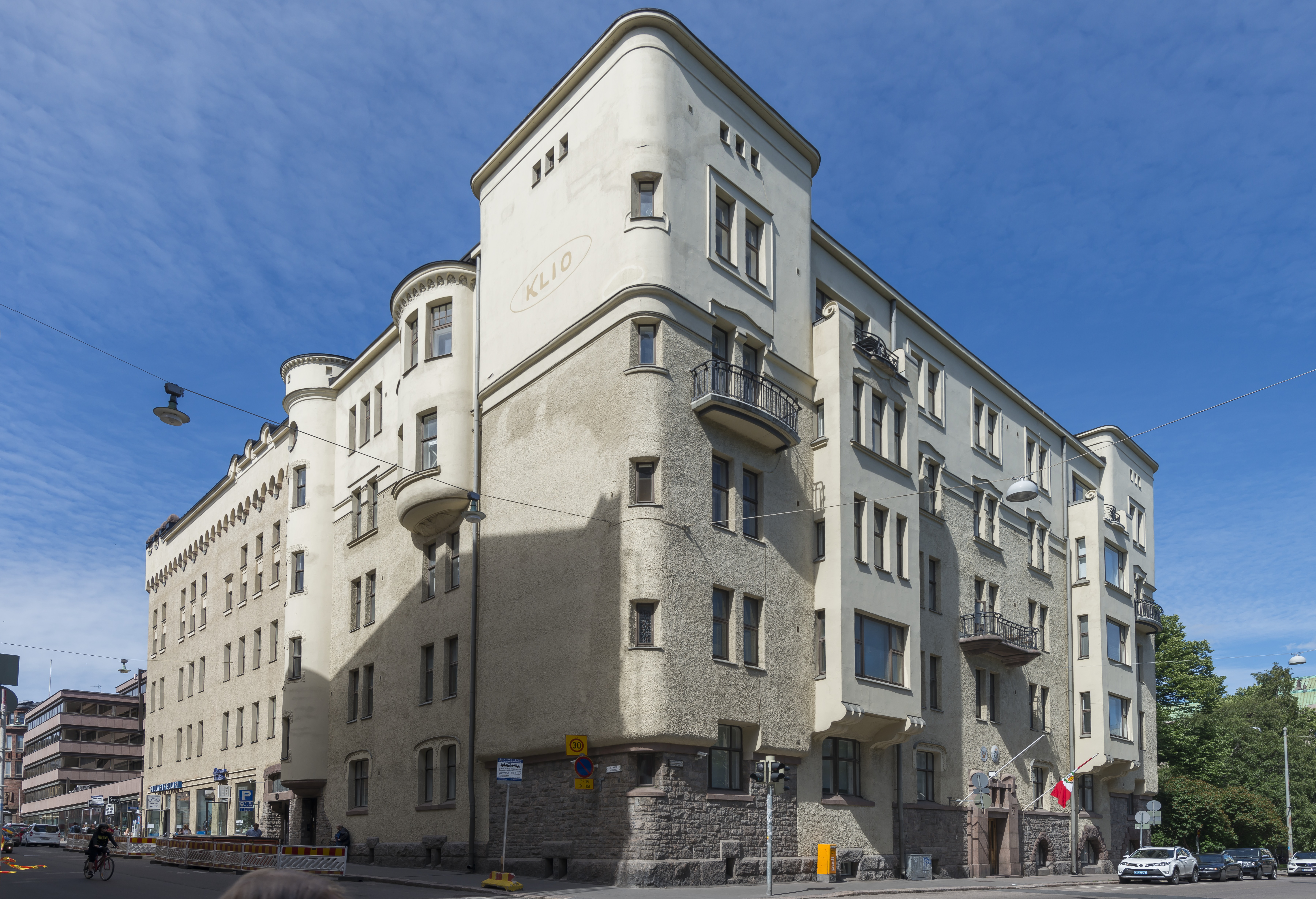
Ambassade à Helsinki.
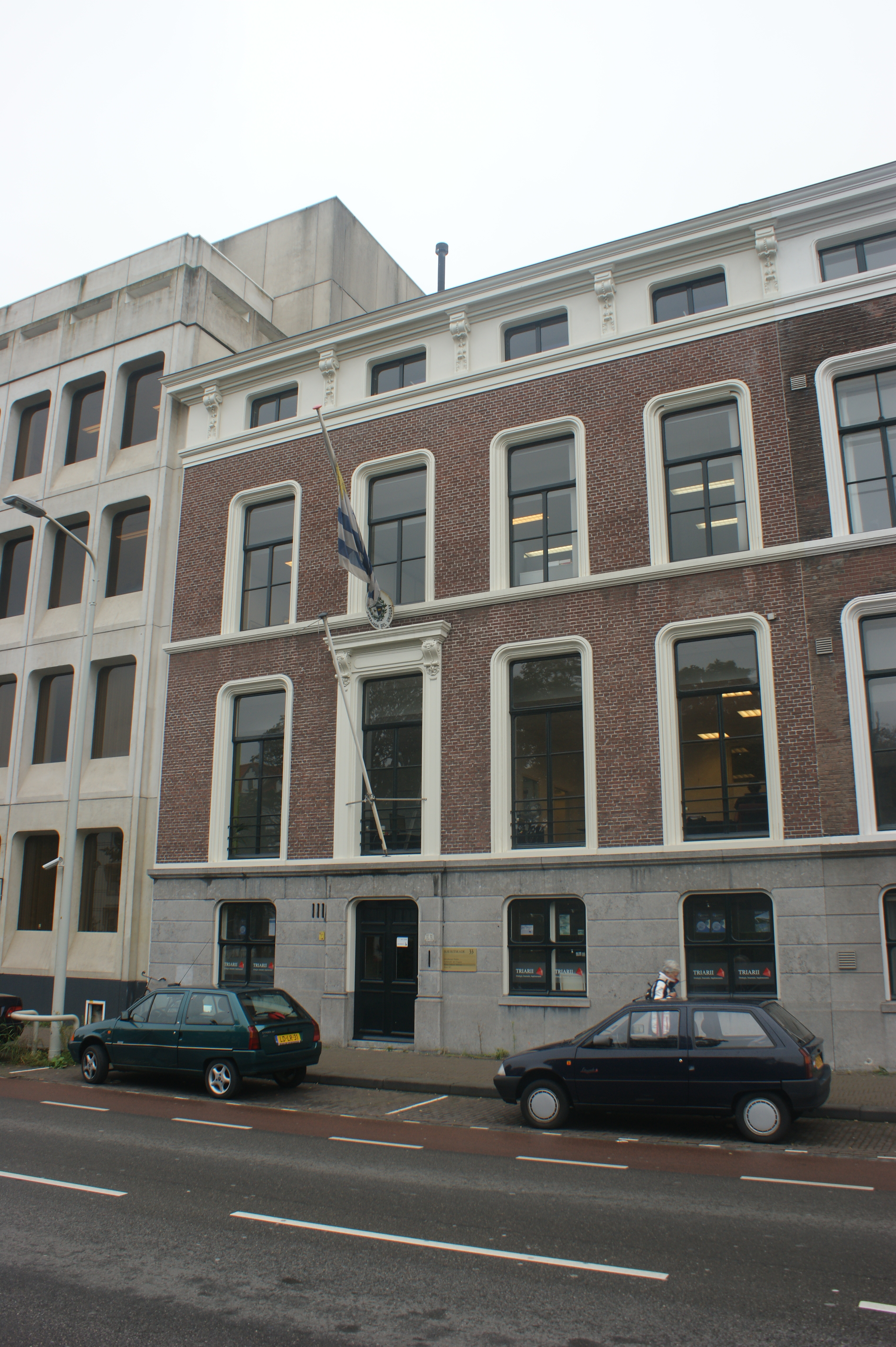
Ambassade à La Haye.
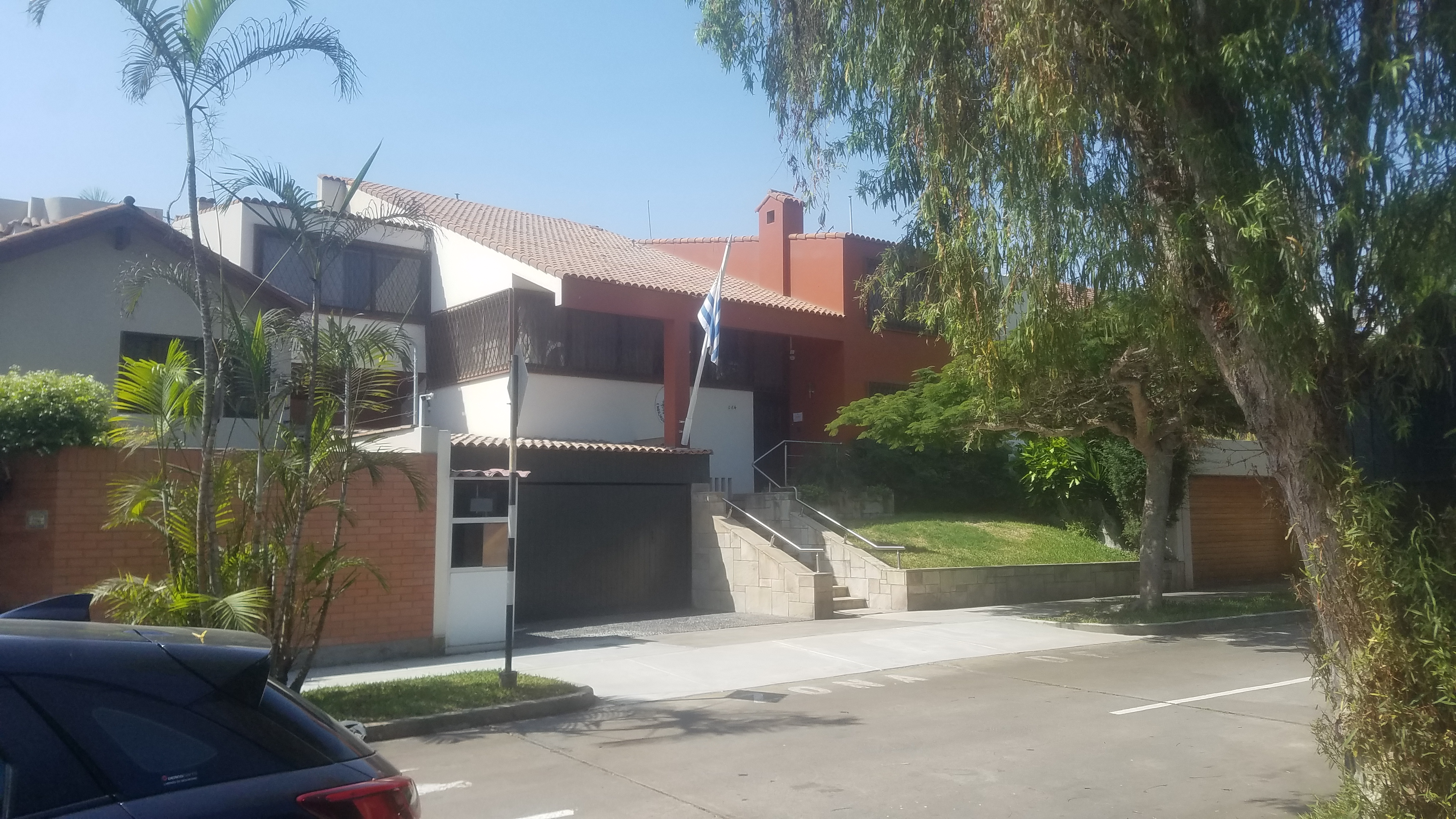
Ambassade à Lima.
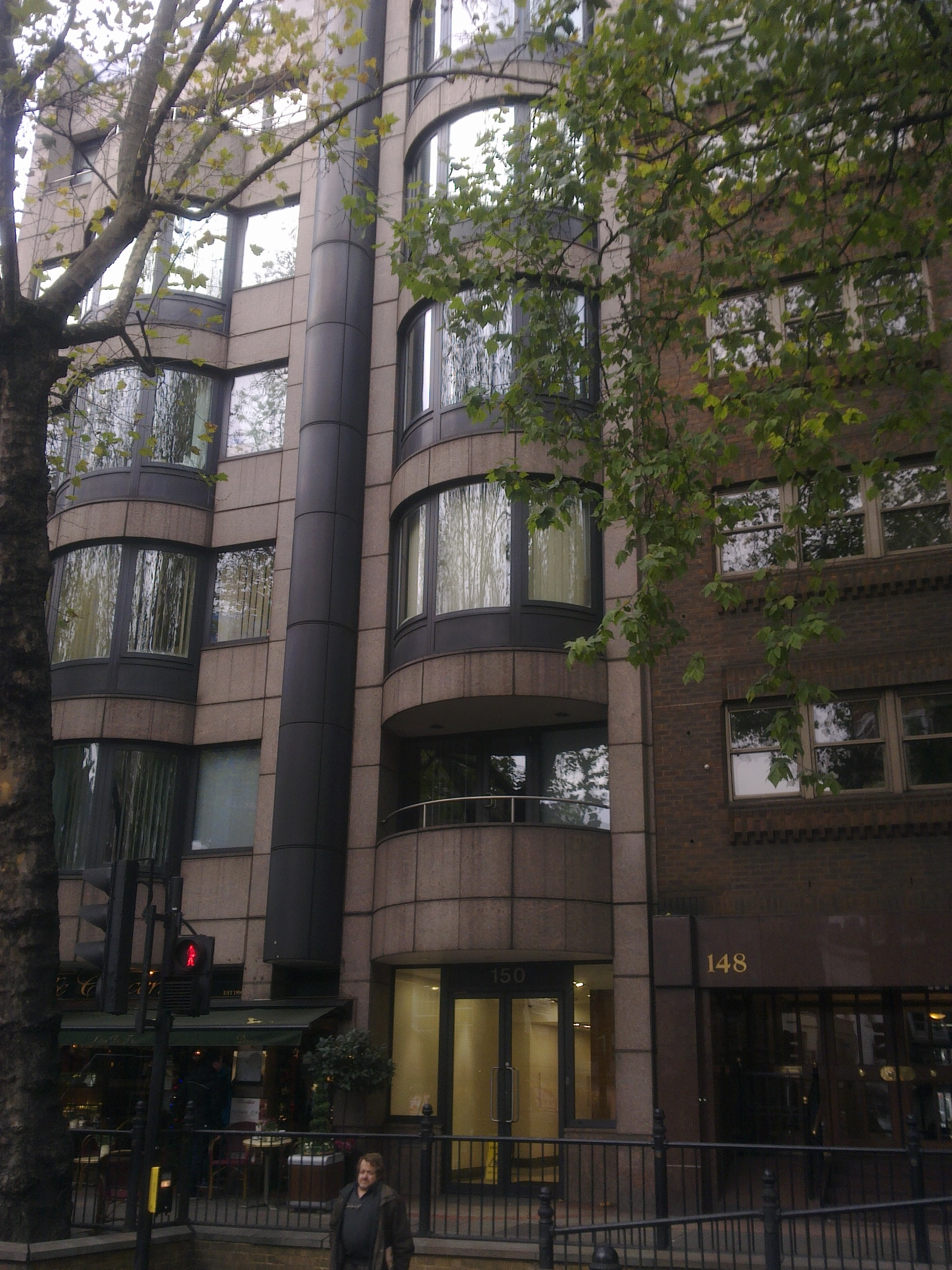
Ambassade à Londres.
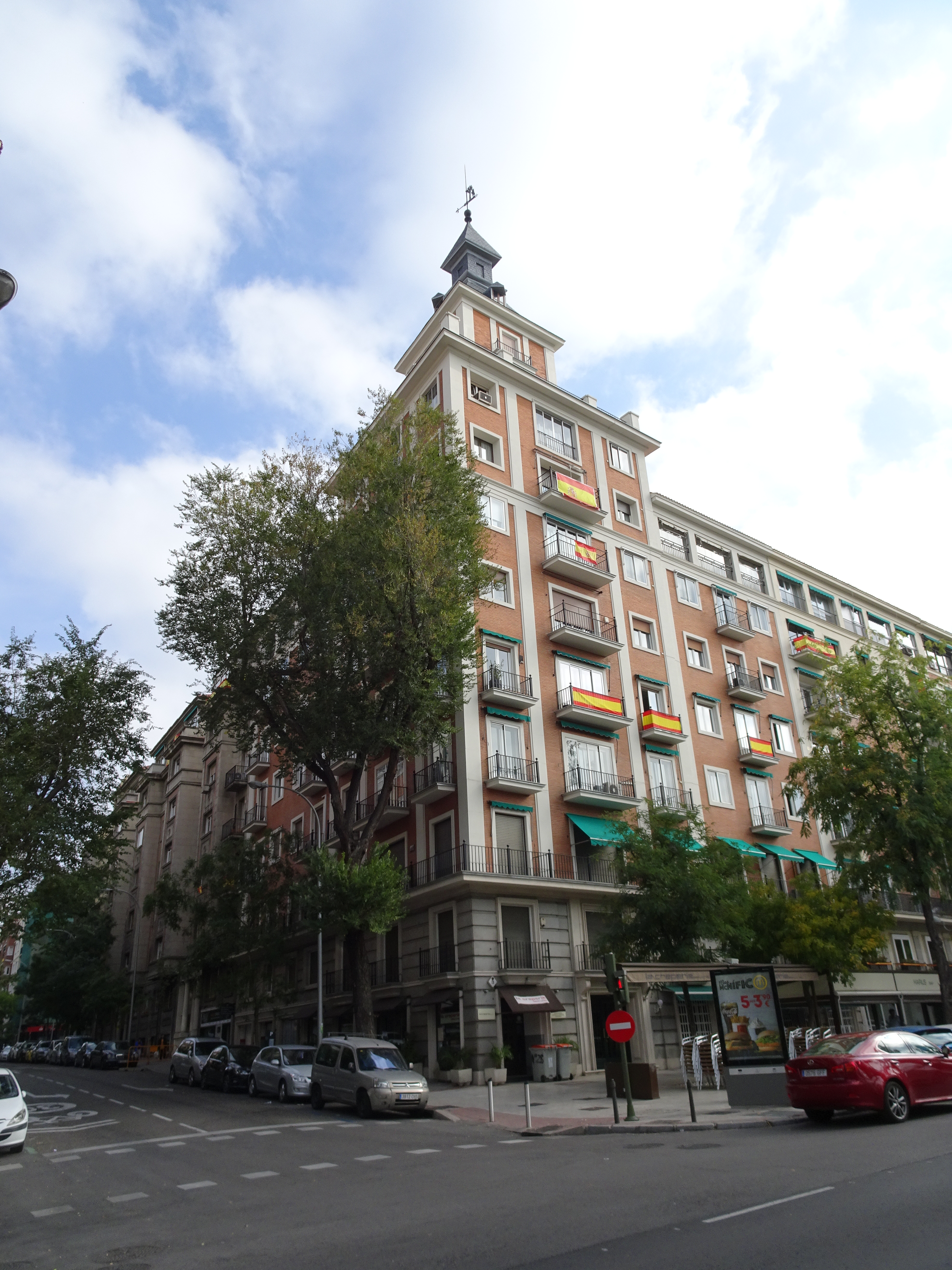
Ambassade à Madrid.
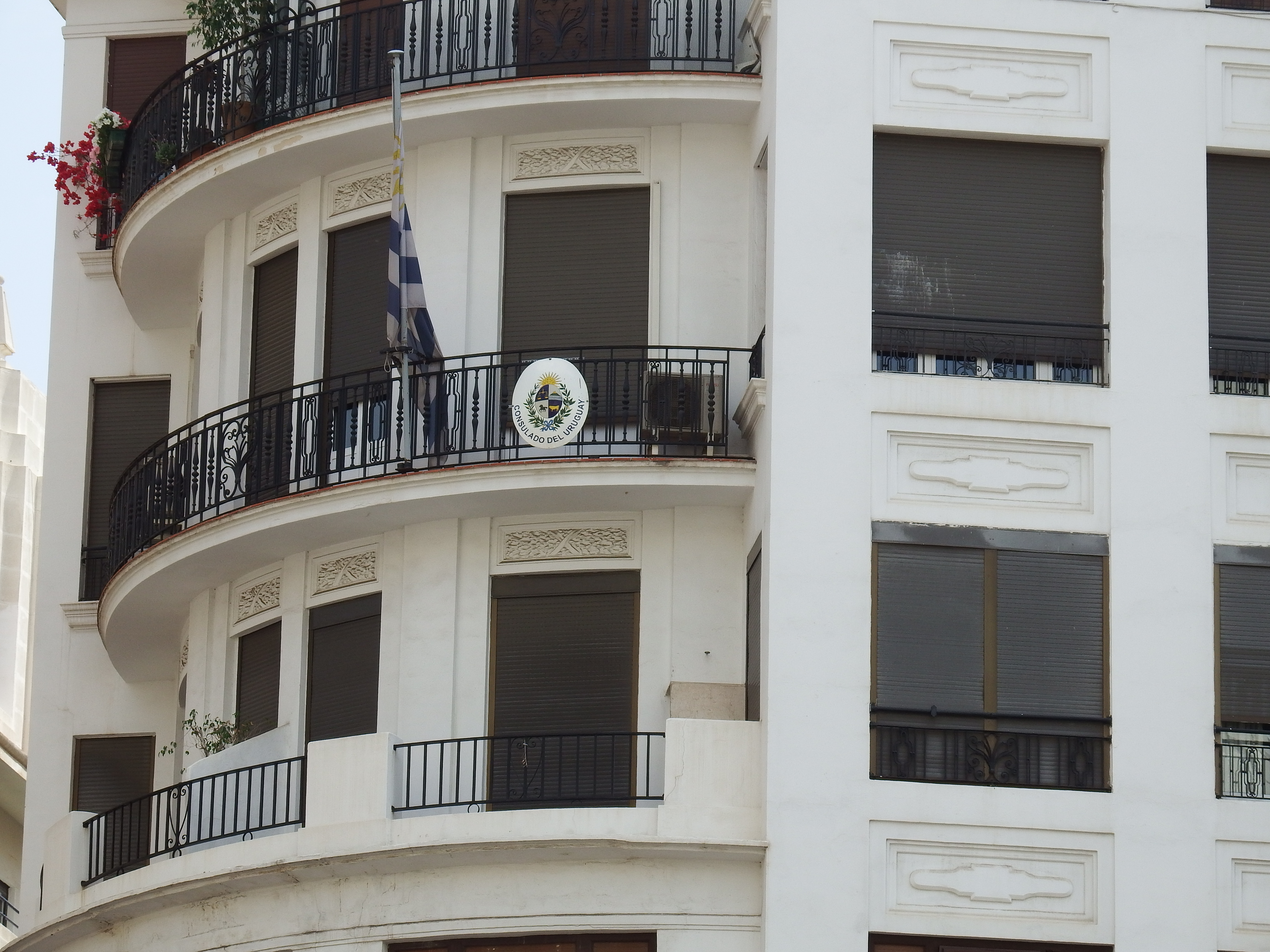
Consulat général à Valence.
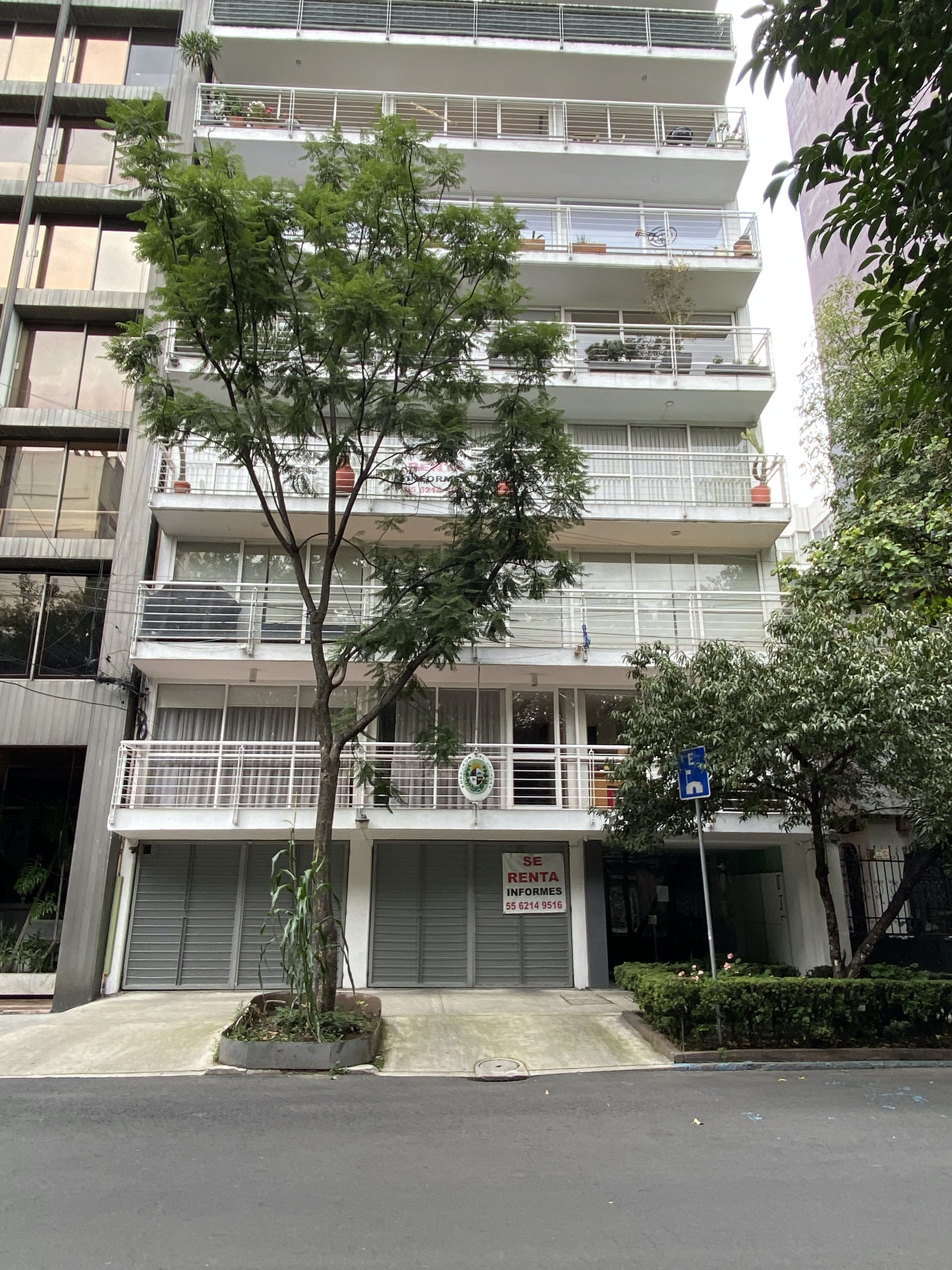
Ambassade à Mexico.
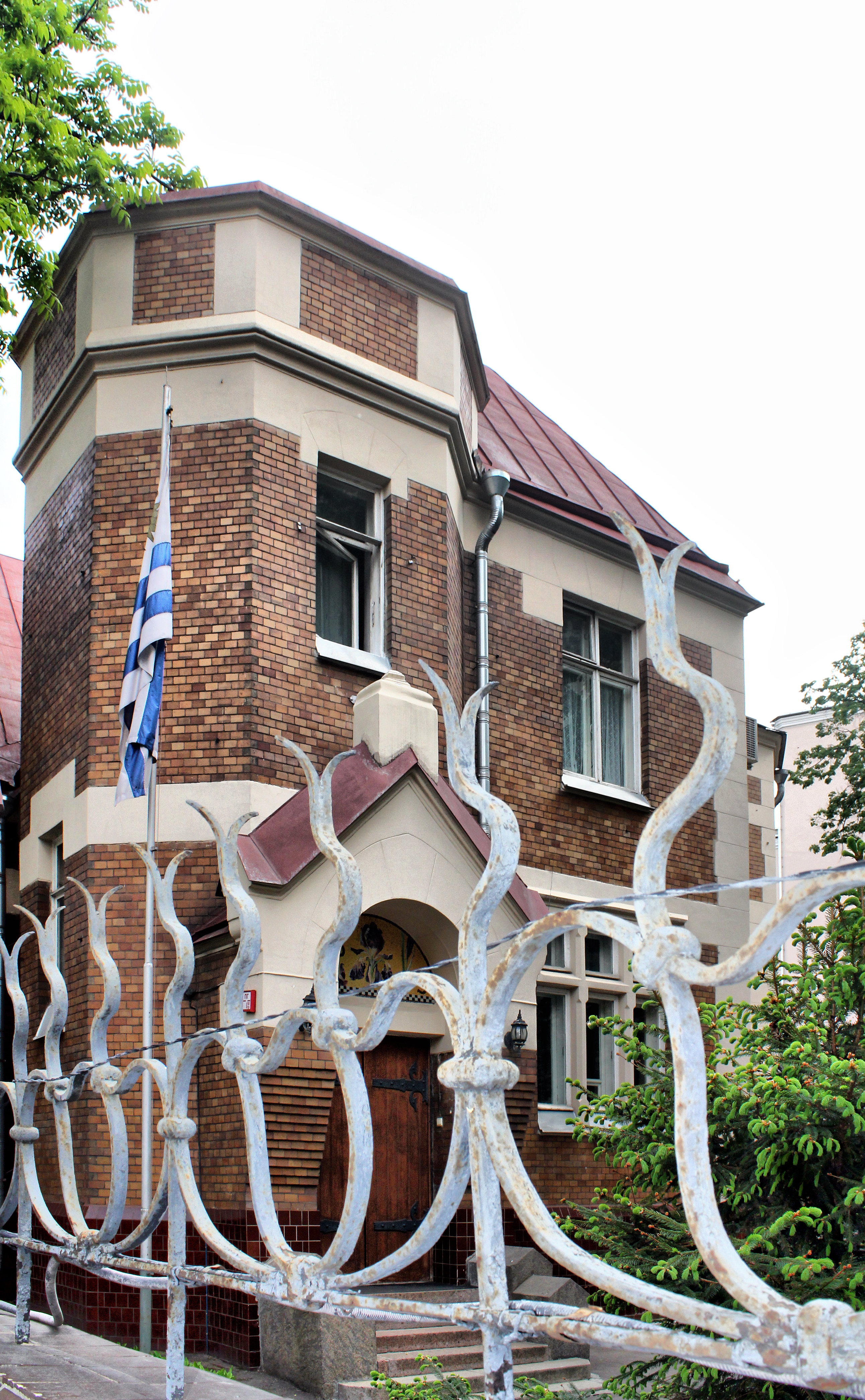
Ambassade à Moscou.
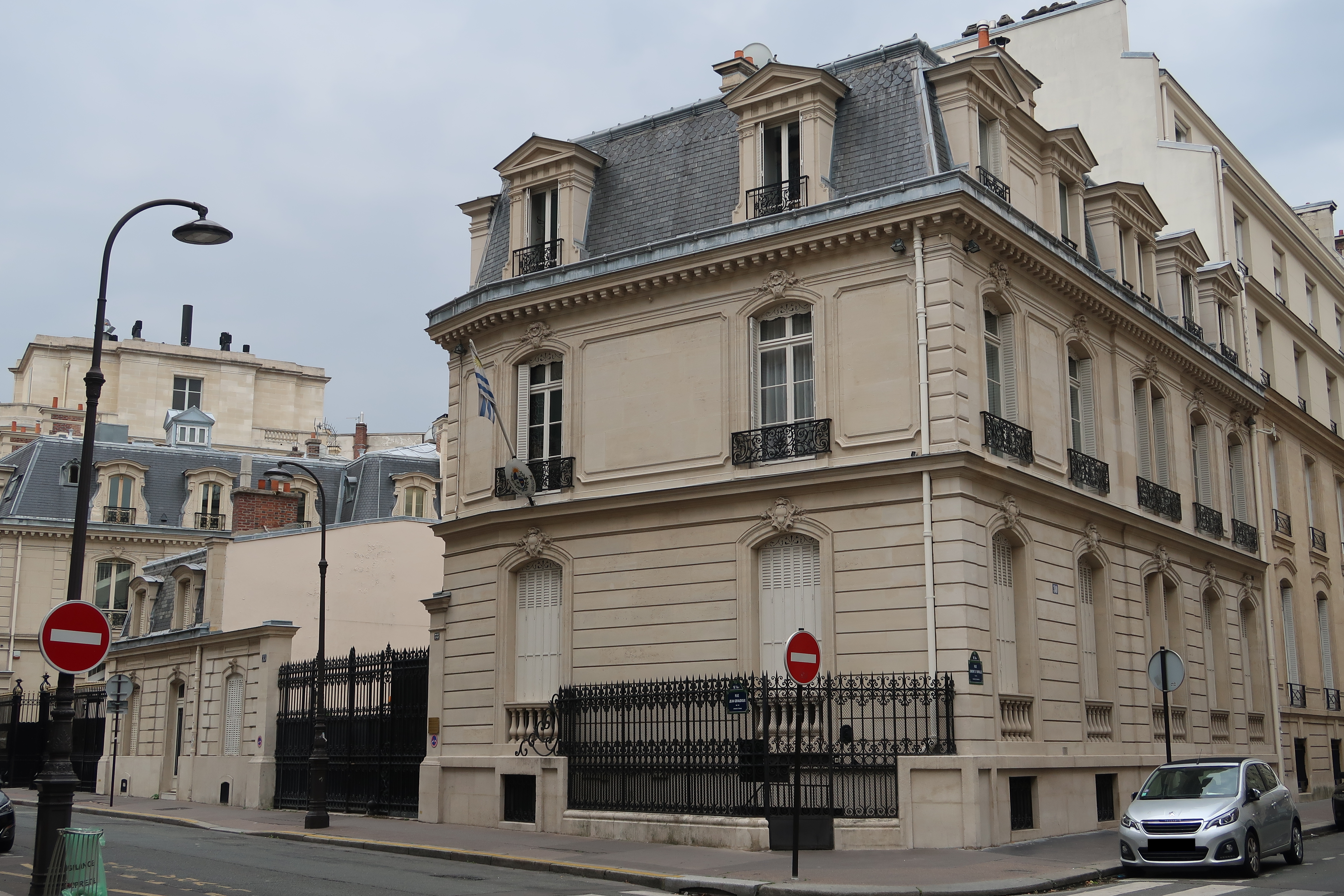
Ambassade à Paris.
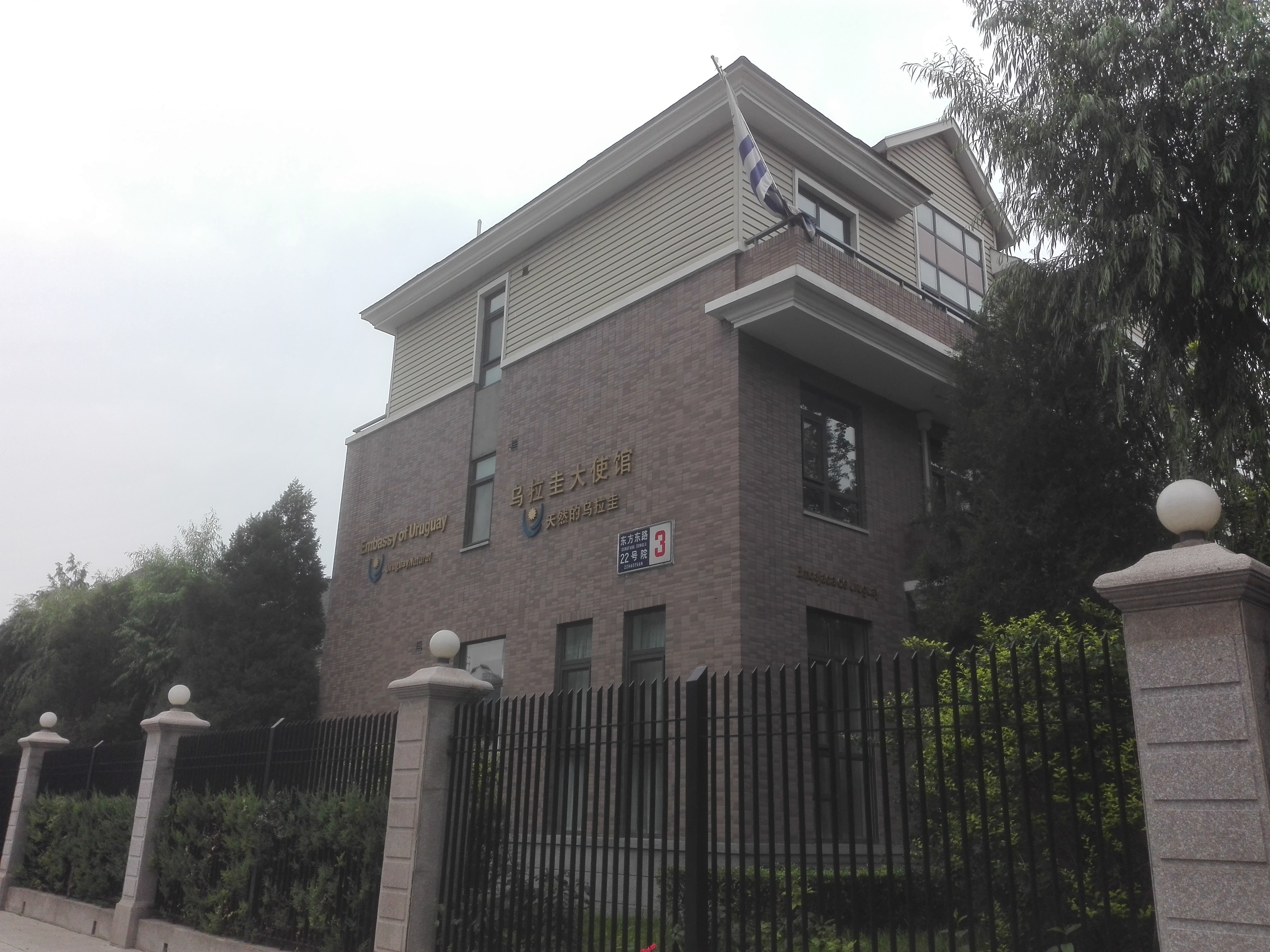
Ambassade à Pékin.
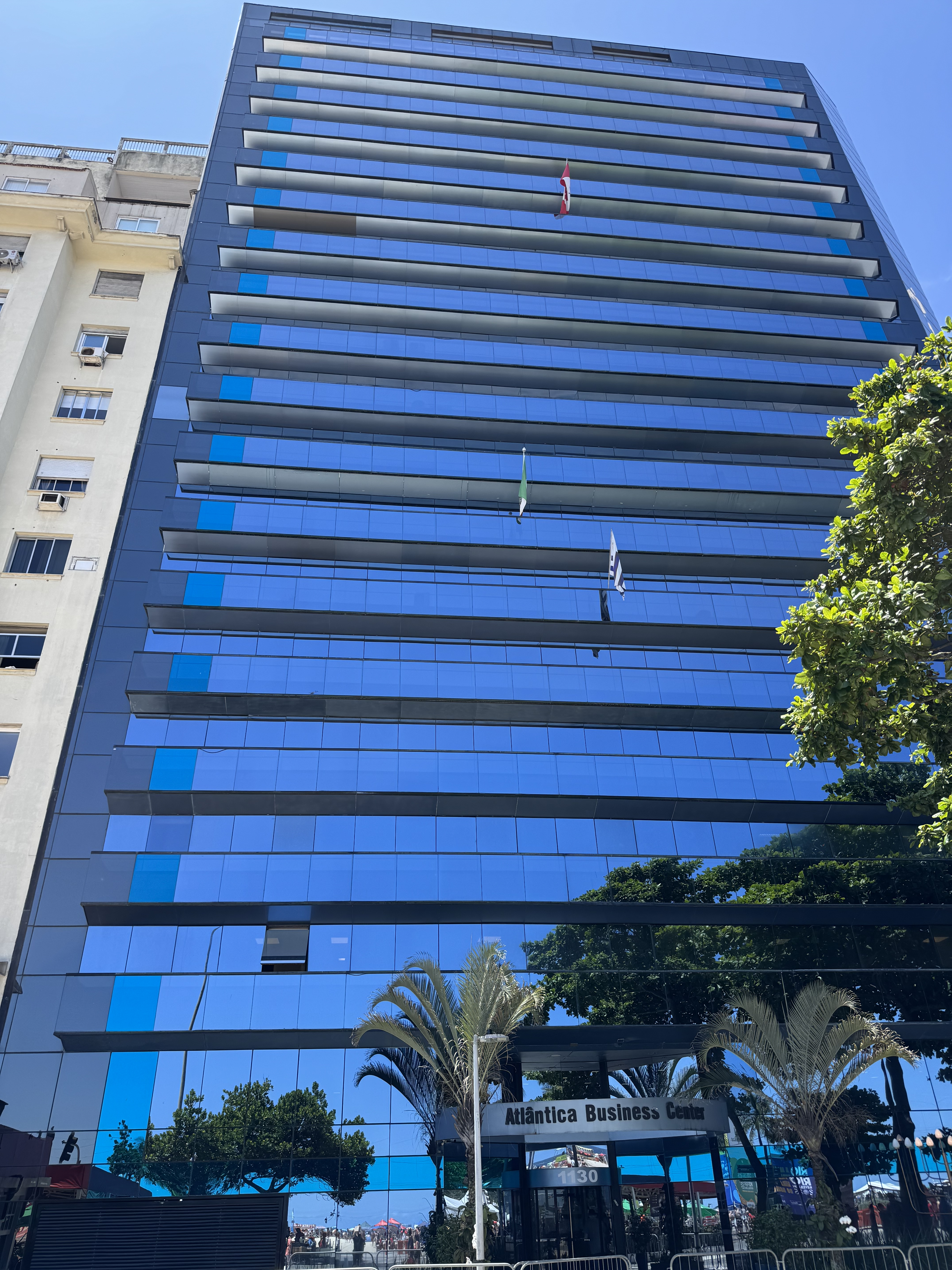
Consulat général à Rio de Janeiro.
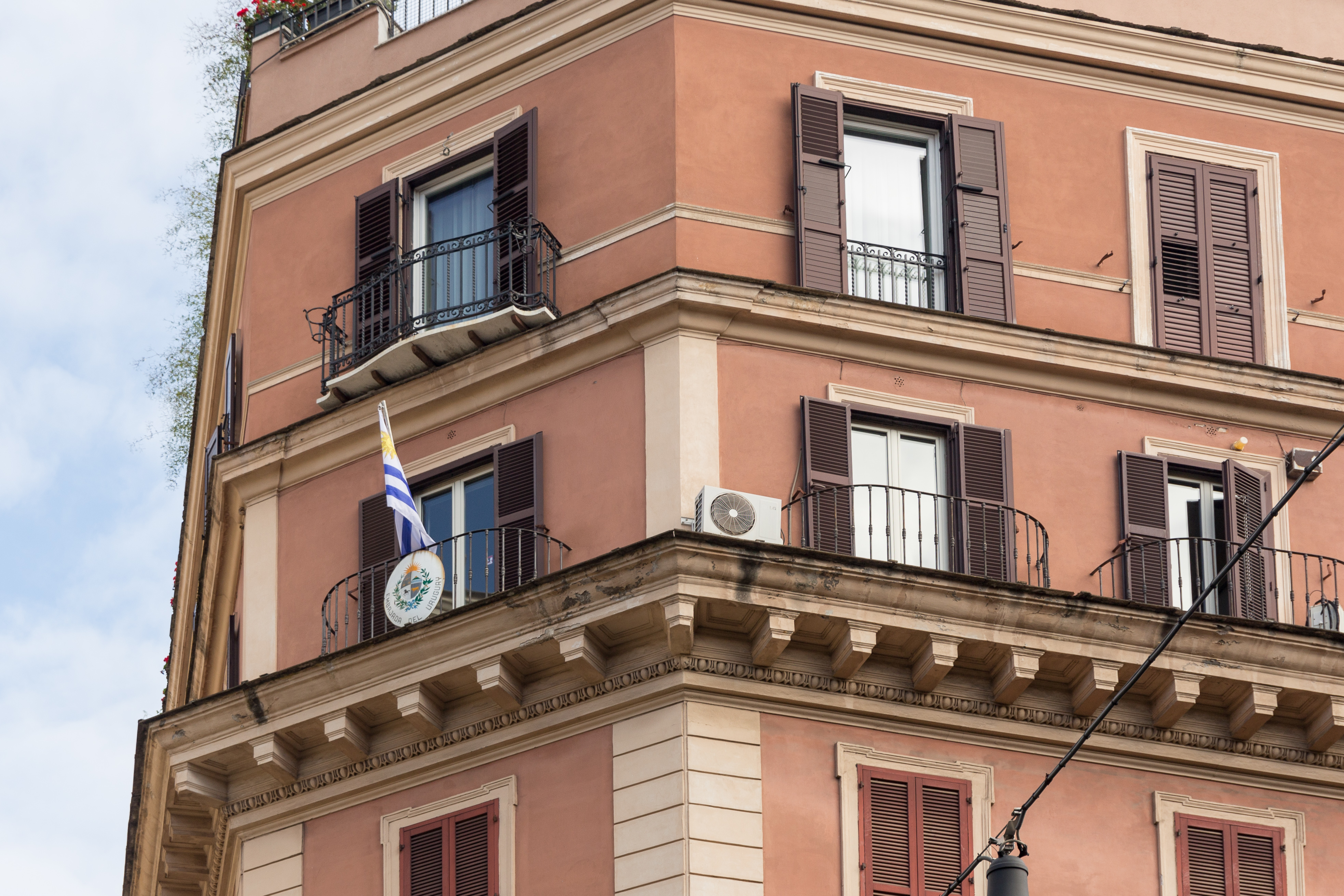
Ambassade à Rome.
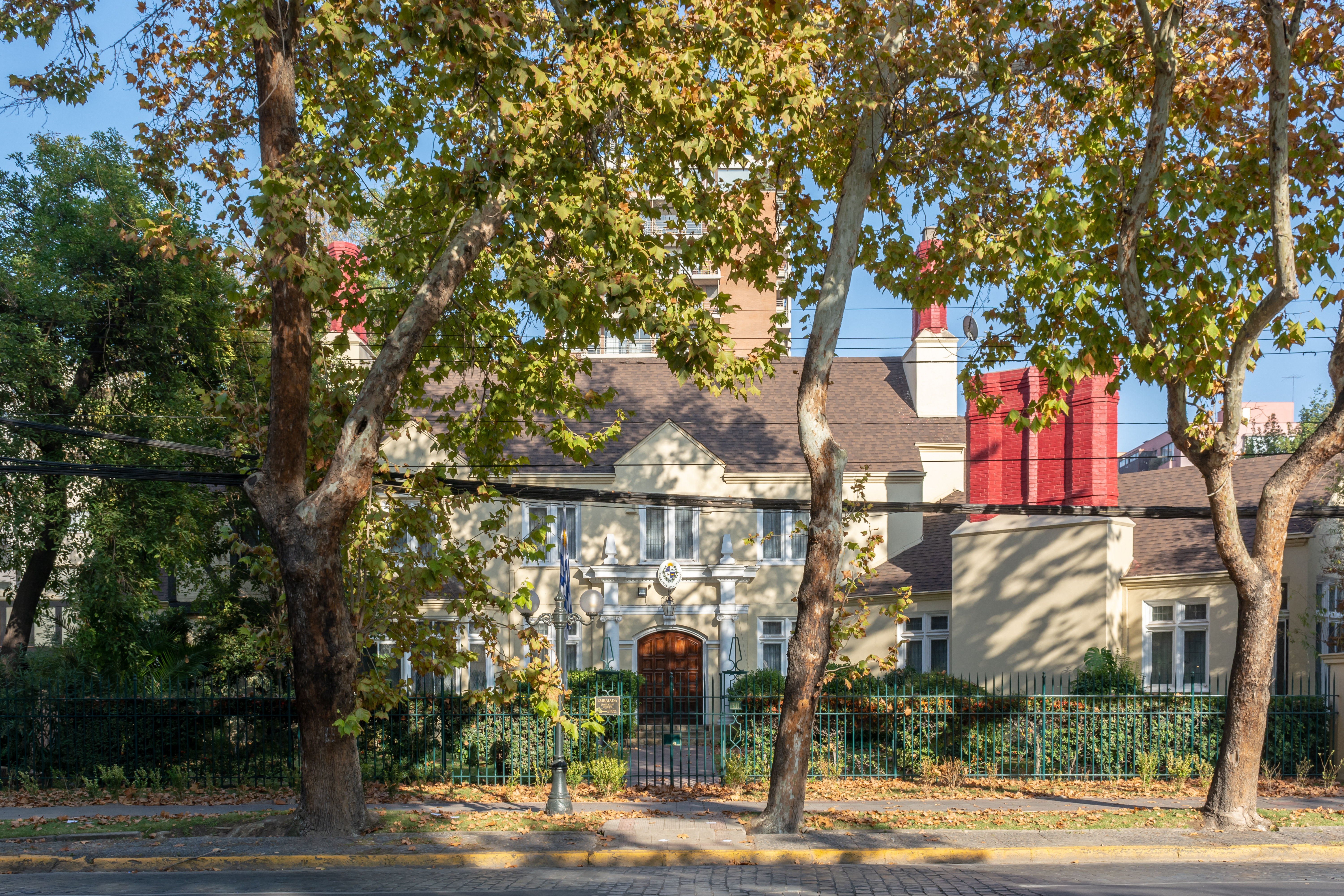
Ambassade à Santiago du Chili.
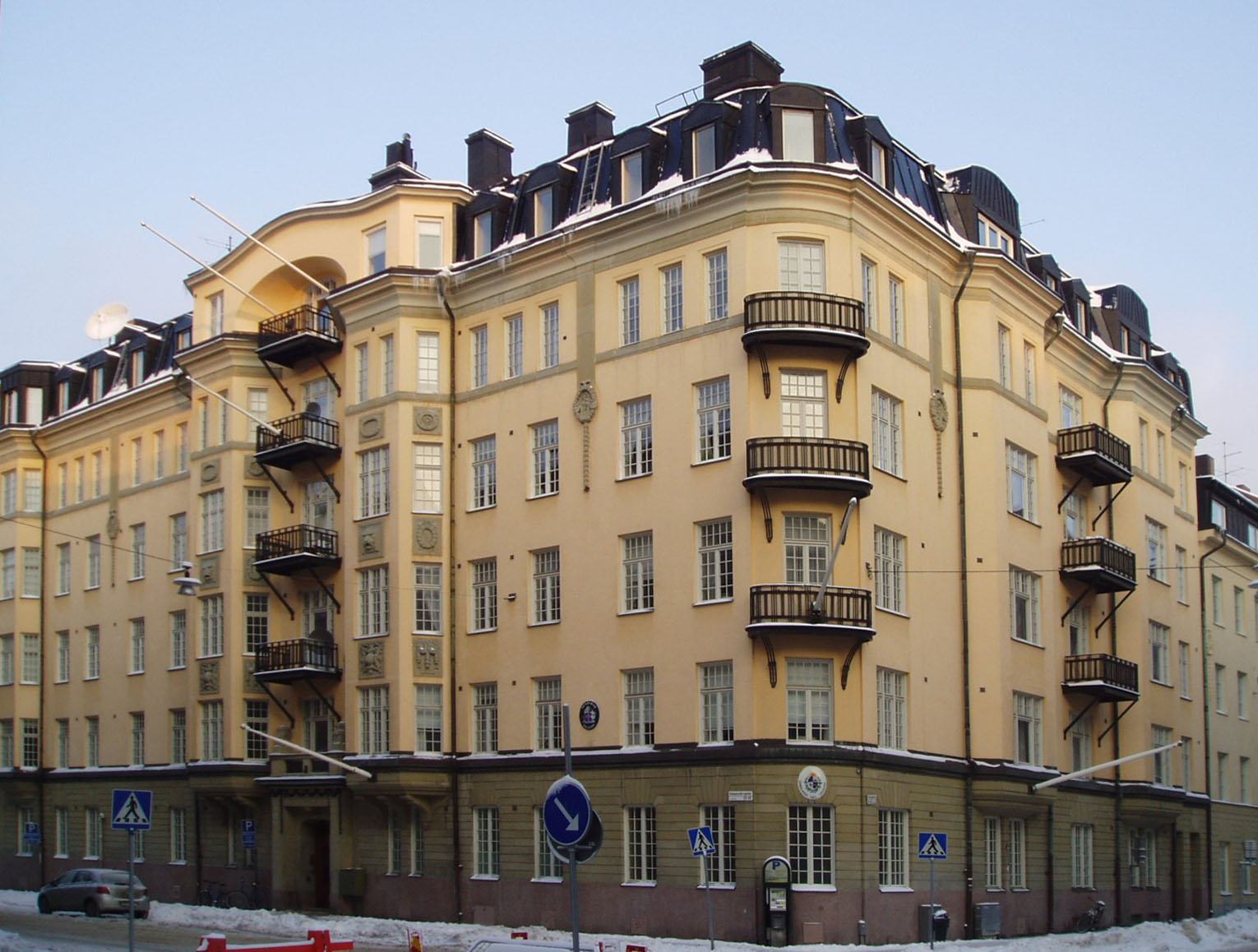
Ambassade à Stockholm.
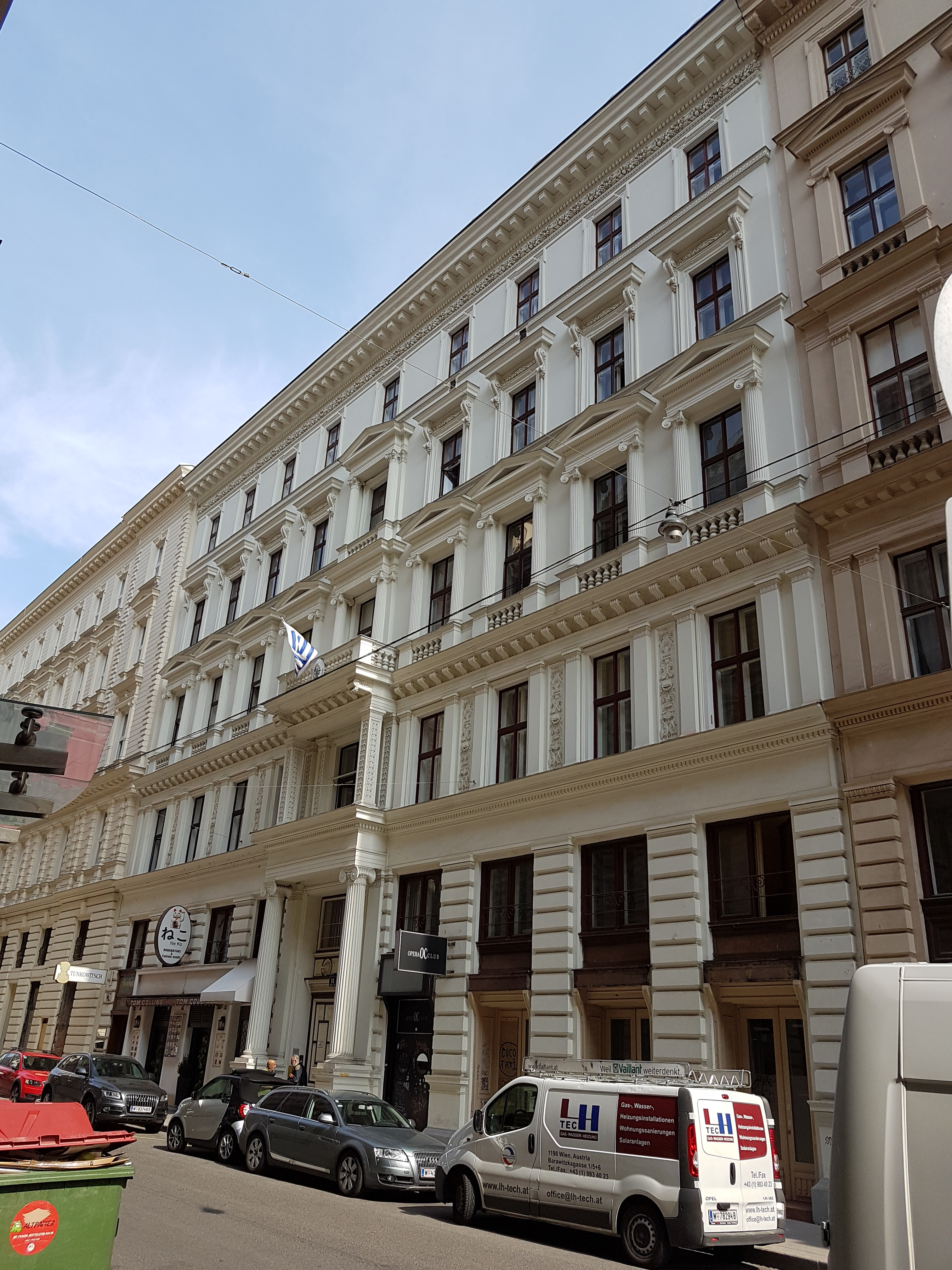
Ambassade à Vienne.
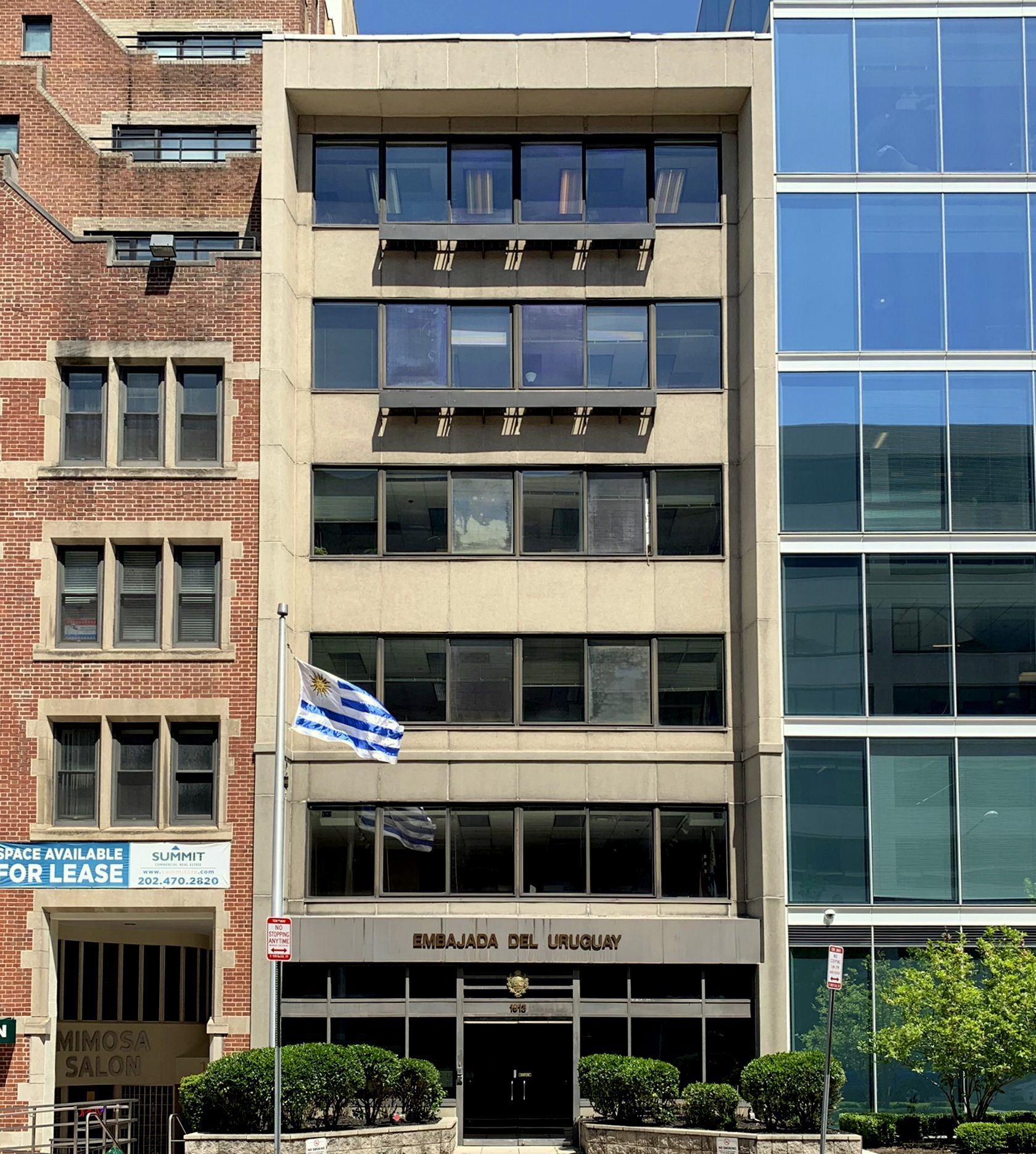
Ambassade à Washington.